# Lynn Willis
Lynn Willis (... – 18 gennaio 2013) è stato un autore di giochi statunitense, che ha lavorato per Metagaming Concepts, Game Designers' Workshop e Chaosium.

## Biografia
Willis iniziò progettando wargame di fantascienza per la Metagaming Concepts, cominciando con Godsfire nel 1976. Progettò anche il microgame Olympica (1978) e Holy War (1979). Per la Game Designers' Workshop pubblicò Bloodtree Rebellion (1979).
Poiché la Metagaming non era interessata al gioco di ambientazione postapocaliptica Lords of the Middle Sea (1978) lo propose a Greg Stafford, fondatore della Chaosium che oltre ad accettare il gioco assunse Willis, che divenne il terzo impiegato della Chaosium, dopo Tadashi Hara e Stafford stesso.   La relazione con la Chaosium si rivelò la più duratura e con questa casa editrice rivolse il suo interesse ai giochi di ruolo. Aiutò Greg Stafford a rivedere e raffinare le regole di RuneQuest trasformandole nel Basic Role-Playing, il regolamento che serve da base per la maggior parte delle linee di giochi pubblicati dalla Chaosium. È incluso tra gli autori di Worlds of Wonder (1982) e di Ringworld (1984). Con altri membri della Chaosium scrisse il gioco di ruolo Ghostbusters, vincitore dell'H.G. Wells Award per il miglior regolamento di gioco di ruolo del 1986. per conto della West End Games. Dopo l'abbandono del creatore originale, si assunse il compito di sviluppare le nuove edizioni di Stormbringer e di Il richiamo di Cthulhu. Per tutto il tempo curò e alle volte scrisse supplementi per la Chaosium. Con il progressivo abbandono di altri membri dello staff, tra cui il fondatore stesso, Stafford, finì per ritrovarsi non solo redattore capo, ma anche l'impiegato più anziano dello staff.
L'11 settembre 2008 il suo amico e presidente della Chaosium Charlie Krank annunciò pubblicamente che Willis soffriva della malattia di Parkinson. Nel gennaio 2013 Greg Stafford e Charlie Krank hanno riportato la scomparsa.